# Кенітра
Кені́тра (араб. القنيطرة — «маленький міст», «місток») — місто на північному заході Марокко, порт на річці Себу, за 12 кілометрів від узбережжя Атлантичного океану та за 40 км на північ від столиці Рабата. Адміністративний центр області Гарб-Шрарда-Бені-Хсен.

## Історія
До встановлення протекторату Франції над Марокко на місці сучасного міста була лише фортеця («касба»). Місто заснував Юбер Ліоте, перший французький генерал-губернатор, в 1912 році з метою розвитку торгівлі між містами атлантичного узбережжя країни і Фесом, Мекнесом, які лежать східніше. Порт у Кенітрі був відкритий в 1913 році. В 1933 році французи дали офіційну назву місту Пор-Ліоте. В 1956 році, після здобуття Марокко незалежності, місту повернено початкову назву Кенітра.
З сімдесятих років в Кенітрі розташовувалася військова база, частина території якої займали американські військові. В 1991 році американці покинули базу в Кенітрі.

## Економіка
Економіка Кенітри заснована на виробництві тканини, цигарок, переробці риби, а також на вирощуванні цитрусових, пшениці та овочів. В Кенітрі добувають цинк, нафту і природний газ. Підприємства харчової (головним чином консервної, борошномельної) промисловості.

## Коледжі та університети
- Université Ibn Tofail
- ENCG Kénitra (École Nationale de Commerce et de Gestion de Kénitra)
- HECI Kénitra (Hautes Etudes Commerciales et Informatiques)

## Транспорт
В Кенітрі дві залізничні станції: Кенітра-Вілль і Кенітра-Медіна. Електропоїзди кожні 30 хвилин йдуть на Рабат і Касабланку. Так само можна дістатися туди і на рейсовому автобусі. З громадського транспорту всередині міста ходять автобуси. Так само є 2 різновиди таксі. Це «велике таксі» з фіксованою ціною і маршрутом, у якому містяться до 6 пасажирів. На такому таксі можна дістатися і до найближчих сіл, у залежності від маршруту. І «маленьке таксі», яке можна зловити і водій вас доставить в будь-яке місце в місті. В такому таксі максимальне число пасажирів — 3.

## Міста-побратими
1. — Санта-Марія-да-Фейра, Португалія (2013)[4]